# Đào Thiên Hải
Đào Thiên Hải (ur. 10 maja 1978) – wietnamski szachista i trener szachowy (FIDE Trainer od 2012), pierwszy w historii tego kraju arcymistrz (tytuł otrzymał w 1995 roku).

## Kariera szachowa
Międzynarodową karierę rozpoczął w wieku 11 lat, uczestnicząc w mistrzostwach świata juniorów do lat 20, rozegranych w Tunji. Do 1998 r. wielokrotnie reprezentował swój kraj w mistrzostwach świata juniorów, największy sukces odnosząc w 1993 r. w Bratysławie, gdzie zdobył złoty medal w kategorii do lat 16. Od pierwszych lat 90. należał już do czołówki wietnamskich szachistów. W latach 1990–2008 dziewięciokrotnie (w tym 7 razy na I szachownicy) wystąpił na szachowych olimpiadach, natomiast pomiędzy 1995 a 2008 r. – pięciokrotnie (w tym 4 razy na I szachownicy) w drużynowych mistrzostwach Azji, w których zdobył 6 medali (srebrny i brązowy drużynowo oraz złoty i 3 brązowe za wyniki indywidualne). Trzykrotnie startował w pucharowych turniejach o mistrzostwo świata, w 2000 r. w I rundzie pokonując Rusłana Ponomariowa, ale w II przegrywając z Michaelem Adamsem, natomiast w latach 2001 i 2004 odpadając w I rundach (po porażkach z Gilberto Milosem i Zdenko Kożulem). W 2006 roku został srebrnym medalistą igrzysk azjatyckich.
Odniósł szereg sukcesów na arenie międzynarodowej, m.in.:
- 1993 – Münster (dz. I m. wspólnie ze Stefanem Kindermannem)
- 1994 – Budapeszt – dwukrotnie (open, dz. II m. za Walerijem Łoginowem, wspólnie z m.in. Wiktorem Moskalenko, Jozsefem Horvathem i Zoltanem Vargą oraz turniej First Saturday FS07 GM, dz. I m. wspólnie z Janosem Szabolcsim i Peterem Lukacsem),
- 1995 – Bekescsaba (I m.), Budapeszt – trzykrotnie (open oraz turniej First Saturday FS02 GM, w obu przypadkach II m. za Ildarem Ibragimowem oraz First Saturday FS06 GM, dz. I m. wspólnie z Eranem Lissem),
- 1996 – Budapeszt (turniej First Saturday FS08 GM, I m.), Bekescsaba (I m.), Balatonbereny (dz. II m. za Liviu-Dieterem Nisipeanu, wspólnie z Olegiem Romaniszynem, Csabą Horvathem i Jozsefem Horvathem),
- 1997 – Budapeszt (turniej First Saturday FS06 GM, II m. za Talem Shakedem),
- 1998 – Teheran (indywidualne mistrzostwa Azji, III m. za Rustamem Kasimdżanowem i Dibyendu Baruą),
- 1999 – Qingdao (dz. I m., wspólnie z Pengiem Xiaominem, Bu Xiangzhi i Wu Wenjinem),
- 2000 – Vũng Tàu (turniej strefowy, dz. I m. wspólnie z Buenaventura Villamayorem), Quezon City (I m.),
- 2001 – Manila (turniej strefowy, dz. II m. za Nguyễn Anh Dũngiem, wspólnie z Ututem Adianto),
- 2003 – Riazań (II m. za Nguyễn Anh Dũngiem),
- 2004 – Bangkok (I m. – dwukrotnie), Kuala Lumpur (dz. II m. za Ni Hua, wspólnie z Ianem Rogersem),
- 2005 – Singapur (I m.),
- 2006 – Kuala Lumpur (dz. I m. wspólnie z Darwinem Laylo, Ziaurem Rahmanem i Zaw Htun Wynnem),
- 2008 – Đà Nẵng (I m.).

Najwyższy ranking w karierze osiągnął 1 kwietnia 2005 r., z wynikiem 2609 punktów zajmował wówczas 1. miejsce wśród wietnamskich szachistów.